# New Brunswick Hawks
New Brunswick Hawks byl profesionální kanadský klub ledního hokeje, který sídlil v Monctonu v provincii Nový Brunšvik. V letech 1978–1982 působil v profesionální soutěži American Hockey League. Hawks ve své poslední sezóně v AHL skončily ve finále play-off. Své domácí zápasy odehrával v hale Moncton Coliseum s kapacitou 6 544 diváků. Klubové barvy byly modrá a bílá.
V roce 1982 tým slavil zisk Calder Cupu. Klub byl během své existence farmami celků NHL. Jmenovitě se jedná o Toronto Maple Leafs a Chicago Blackhawks.

## Úspěchy
- Vítěz AHL – 1× (1981/82)
- Vítěz základní části – 1× (1981/82)
- Vítěz divize – 2× (1979/80, 1981/82)

## Umístění v jednotlivých sezonách
Stručný přehled
Zdroj: 
- 1978–1982: American Hockey League (Severní divize)

Jednotlivé ročníky
Zdroj: 
Legenda: Z - zápasy, V - výhry, VP - výhry v prodloužení, R - remízy, P - porážky, PP - porážky v prodloužení, VG - vstřelené góly, OG - obdržené góly, +/- - rozdíl skóre, B - body, fialové podbarvení - reorganizace, změna skupiny či soutěže
| USA / Kanada (1978 – 1982) |                      |        |    |    |    |    |    |    |     |     |      |     |        |             |
| Sezóny                     | Liga                 | Úroveň | Z  | V  | VP | R  | PP | P  | VG  | OG  | +/-  | B   | Pozice | Play-off    |
| 1978/79                    | AHL (Severní divize) | 2      | 80 | 41 | –  | 10 | –  | 29 | 315 | 288 | +27  | 92  | 2.     | Čtvrtfinále |
| 1979/80                    | AHL (Severní divize) | 2      | 79 | 44 | –  | 8  | –  | 27 | 325 | 271 | +54  | 96  | 1.     | Finále AHL  |
| 1980/81                    | AHL (Severní divize) | 2      | 80 | 37 | –  | 10 | –  | 33 | 317 | 298 | +19  | 84  | 2.     | Semifinále  |
| 1981/82                    | AHL (Severní divize) | 2      | 80 | 48 | –  | 11 | –  | 21 | 338 | 227 | +111 | 107 | 1.     | Vítěz AHL   |